# Palilula (gmina Svrljig)
Palilula (cyr. Палилула) – wieś w Serbii, w okręgu niszawskim, w gminie Svrljig. W 2011 roku liczyła 51 mieszkańców.